# 渭州
渭州（いしゅう）は、中国にかつて存在した州。南北朝時代に現在の甘粛省定西市に設置され、唐代に現在の平涼市に移されて、金代におよんだ。

## 魏晋南北朝時代
530年（永安3年）、北魏により渭州が置かれた。渭州は隴西郡・南安郡・広寧郡の3郡6県を管轄した。

## 隋代
隋初には、渭州は3郡6県を管轄した。583年（開皇3年）、隋が郡制を廃すると、渭州の属郡は廃止された。605年（大業元年）、紀州が廃止され、これを統合すると、渭州は8県を管轄した。607年（大業3年）に州が廃止されて郡が置かれると、渭州は隴西郡と改称され、下部に5県を管轄した。隋代の行政区分に関しては下表を参照。
| 隋代の行政区画変遷 | 隋代の行政区画変遷 | 隋代の行政区画変遷 | 隋代の行政区画変遷 | 隋代の行政区画変遷 | 隋代の行政区画変遷 | 隋代の行政区画変遷               |
| 区分               | 開皇元年           | 開皇元年           | 開皇元年           | 開皇元年           | 区分               | 大業3年                          |
| ------------------ | ------------------ | ------------------ | ------------------ | ------------------ | ------------------ | -------------------------------- |
| 州                 | 渭州               | 渭州               | 渭州               | 交州               | 郡                 | 隴西郡                           |
| 郡                 | 隴西郡             | 南安郡             | 渭源郡             | 安陽郡             | 県                 | 襄武県 障県 隴西県 渭源県 長川県 |
| 県                 | 襄武県 障県 新興県 | 内陶県 桓道県      | 渭源県             | 安陽県 烏水県      | 県                 | 襄武県 障県 隴西県 渭源県 長川県 |

## 唐代
618年（武徳元年）、唐により隴西郡は渭州と改められた。742年（天宝元年）、渭州は隴西郡と改称された。758年（乾元元年）、隴西郡は渭州の称にもどされた。渭州は隴右道に属し、襄武・障・隴西・渭源の4県を管轄した。763年（広徳元年）、渭州は吐蕃に占領された。809年（元和4年）、唐により原州の平涼県に渭州が仮設置された。880年（広明元年）、平涼県は吐蕃に占領された。884年（中和4年）、唐が平涼県の故地を奪回し、平涼県に渭州が再設置された。

## 宋代
北宋のとき、渭州は秦鳳路に属し、平涼・潘原・崇信・華亭・安化の5県と靖夏城と甘泉堡を管轄した。
金のとき、渭州は平涼府に昇格した。